# Brujería (Film)
Brujería (span. für ‚Hexerei‘, internationaler englischsprachiger Titel Sorcery) ist ein auf wahren Begebenheiten basierender Fantasyfilm von Christopher Murray, der im Januar 2023 beim Sundance Film Festival seine Premiere feierte.

## Handlung
Auf der Insel Chiloé im Jahr 1880. Nachdem ihr Vater von einem deutschen Siedler/Kolonisten ermordet wurde, entzieht sich Rosa Raín ihrer christlichen Erziehung und sucht Zuflucht bei Mateo, dem Anführer der "La Recta Provincia", eine indigene Organisation, die Hexerei praktiziert. Das 13-jährige Mädchen vom Volk der Huilliche lernt bei ihm die Kunst der Zauberei.

## Produktion
Der Film ist eine Koproduktion von Pimienta Films aus Mexiko und The Match Factory Productions aus Deutschland, wobei The Match Factory den weltweiten Vertrieb übernimmt. Das chilenische Produktionsunternehmen Fabula Films, gegründet von Juan de Dios Larraín und Regisseur Pablo Larraín, ist ebenfalls involviert.
Der Film basiert auf wahren Begebenheiten. In den 1880er Jahren  kam es infolge von Spannungen zwischen deutschen Siedlern und den Huillichen in Chile zur Verfolgung der Brujería (?) und Hexenprozessen.

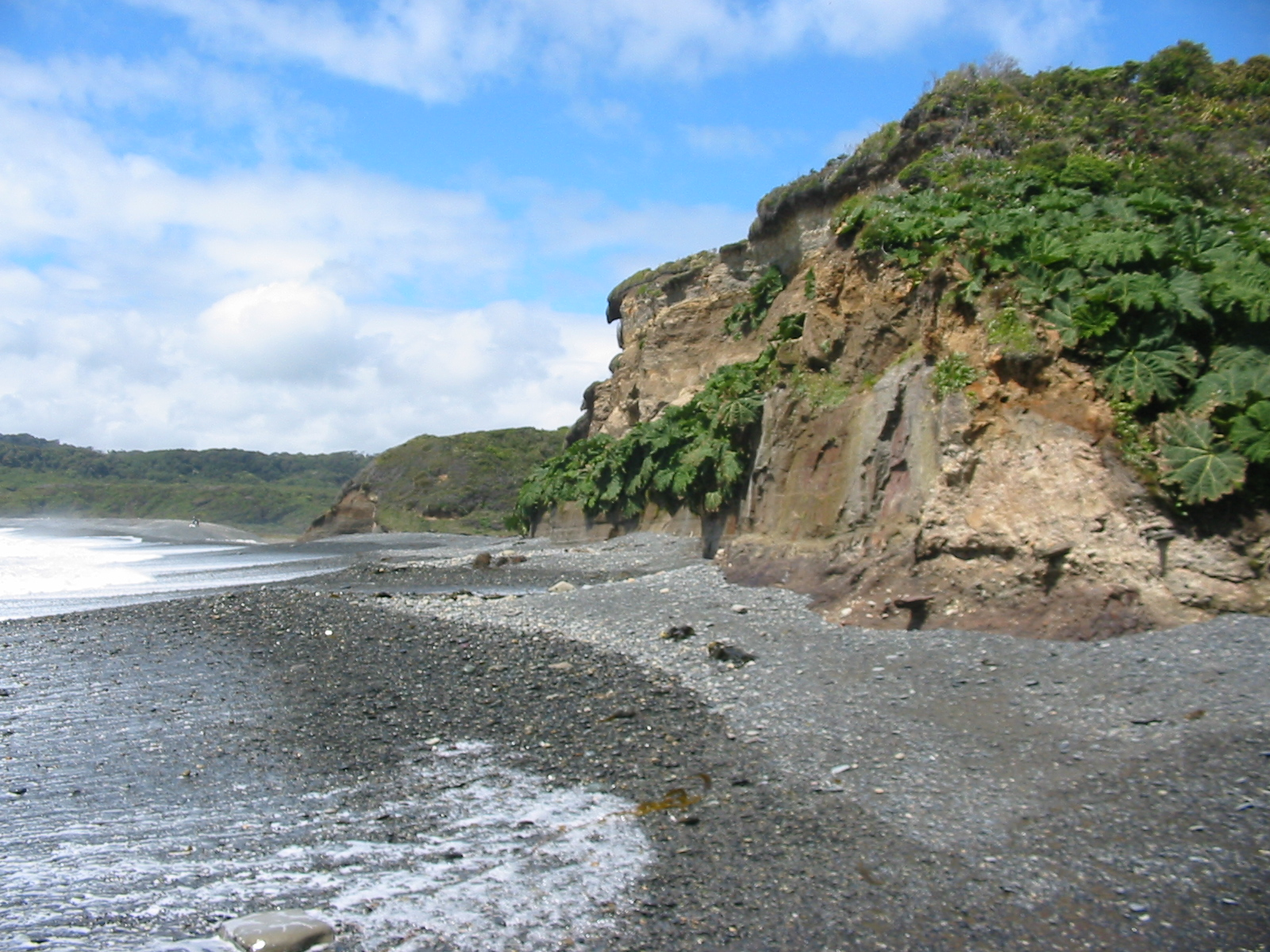
Regisseur Christopher Murray besuchte in Vorbereitung auf den Film die indigenen Gemeinschaften der Insel Chiloé

Regie führte Christopher Murray, der gemeinsam mit Pablo Paredes auch das Drehbuch schrieb, der zuletzt in dieser Funktion für Matar a Pinochet von Juan Ignacio Sabatini und La Mirada Incendiada von Tatiana Gaviola tätig war. Es handelt sich bei Brujería nach Manuel de Ribera,  Propaganda, El Cristo Ciego und Dios um den fünften Spielfilm des Regisseurs. Murray wurde 1985 in Santiago de Chile geboren und hat einen Master-Abschluss in visueller Anthropologie von der University of Manchester und einen Abschluss in Filmregie von der Universidad Católica de Chile, wo er auch als Dozent arbeitet. Sein wissenschaftliches Interesse gilt dem Ansatz „Praxis als Forschung“ an der Schnittstelle zwischen Kunst und Anthropologie.
Von der Geschichte von den Hexenprozessen in Chile und der Verfolgung von Hexen und Hexern auf der Insel Chiloé hörte Murray bereits als Kind. Der Regisseur besuchte in Vorbereitung auf dem Film über drei Jahre hinweg die indigenen Gemeinschaften der Insel und lebte dort bei den Dorfbewohnern. Hiernach schrieb Murray den Beitrag The Cinematic Spell in an Island of Uncertainty, der 2018 in der Visual Anthropology From Latin America veröffentlicht wurde. Darin vertritt er die Ansicht, dass Hexerei auf der Insel Chiloé nicht nur als alter Mythos, sondern als zeitgenössische Widerstandspraxis funktioniert.
Die Nachwuchsschauspielerin Valentina Véliz spielt die 13-jährige Rosa Raín. Daniel Antivilo spielt Mateo Parancan, den Anführer einer antikolonialen Widerstandsgruppe der indigenen Huilliche namens "La Recta Provincia", bei dem sie in die Lehre geht. Sebastian Hülk ist in der Rolle des deutschen Siedlers Stefan zu sehen, dem Rosa zuvor diente.
Als Kamerafrau fungierte María Secco.
Der Film feierte am 22. Januar 2023 beim Sundance Film Festival seine Premiere. Ende Januar, Anfang Februar 2023 wurde der Film beim Göteborg International Film Festival vorgestellt. Im Juni 2023 wurde er beim Sydney Film Festival und beim Filmfest München vorgestellt. Im Juli 2023 wurde er beim Bucheon International Fantastic Film Festival im internationalen Wettbewerb gezeigt. Zwischen Juli und September 2023 wurde Sorcery im Rahmen des New Zealand International Film Festivals gezeigt. Im Oktober 2023 wurde der Film beim Sitges Film Festival und beim Tokyo International Film Festival vorgestellt. Im November 2023 wurde er bei Camerimage und beim Wiesbadener Exground Filmfest gezeigt. Im März 2024 wird der Film beim Glasgow Film Festival vorgestellt.

## Rezeption

### Kritiken
Von den bei Rotten Tomatoes aufgeführten Kritiken sind 86 Prozent positiv.

### Auszeichnungen
Bucheon International Fantastic Film Festival 2023
- Nominierung im Internationalen Wettbewerb[7]

Filmfest München 2023
- Nominierung im Wettbewerb Cinerebels[15]

Göteborg International Film Festival 2023
- Nominierung im internationalen Wettbewerb[5]

LUCAS – Internationales Festival für junge Filmfans 2023
- Nominierung im Wettbewerb »Youngsters«[16]

Sundance Film Festival 2023
- Nominierung im World Cinema Dramatic Competition